# Cirolana mekista
Cirolana mekista är en kräftdjursart som beskrevs av Bruce 1986. Cirolana mekista ingår i släktet Cirolana och familjen Cirolanidae. Inga underarter finns listade i Catalogue of Life.